# مادلين ليبو
مادلين ليبو (بالفرنسية: Madeleine Lebeau)‏ (10 يونيو 1923 - 1 مايو 2016) ممثلة فرنسية.

## عن حياتها
ولدت ليبو في 10 يونيو 1923 بالقرب من باريس، وفرت من فرنسا إبان الاحتلال النازي برفقة زوجها في ذلك الوقت، الممثل مارسيل داليو عام 1940.
ثم استقر الزوجان بعد ذلك في هوليوود ومثلا معا في فيلم «كازابلانكا».
ويجسد الممثل بوغارت في الفيلم دور صاحب مقهى أمريكي الجنسية في المغرب، التي كانت خاضعة لسيطرة نظام التعاون النازي إبان الحرب العالمية الثانية، وكان عليه أن يختار بين الإبقاء على حبه أومساعدة حبيبته على الهرب من الدار البيضاء «كازابلانكا» لمواصلة الكفاح ضد النازيين.
ولعبت ليبو دورين آخرين في عملين أمريكيين قبل أن تعود إلى فرنسا بعد انتهاء الحرب.
وتضمن عملها بعد ذلك دور ممثلة فرنسية مزاجية الطابع في فيلم "8 ½" للمخرج فريدريكو فيلليني عام 1963.

## وفاتها
توفيت في يوم 1 مايو 2016 عن عمر يناهز 92 سنة.

## روابط خارجية
- مادلين ليبو على موقع IMDb (الإنجليزية)
- مادلين ليبو على موقع ألو سيني (الفرنسية)
- مادلين ليبو على موقع تيرنر كلاسيك موفيز (الإنجليزية)
- مادلين ليبو على موقع أول موفي (الإنجليزية)
- مادلين ليبو على موقع قاعدة بيانات برودواي على الإنترنت (الإنجليزية)
- مادلين ليبو على موقع قاعدة بيانات الأفلام السويدية (السويدية)
- مادلين ليبو على موقع قاعدة بيانات الفيلم (الإنجليزية)
- مادلين ليبو على موقع كينوبويسك (الروسية)